# كرة الفحم
كرة الفحم (ملاحظة 1) هي نوع من الكتل المتحجرة، تتفاوت في الشكل من كرة غير كاملة إلى بلاطة مسطحة غير منتظمة. تشكلت كرات الفحم في مستنقعات العصر الفحمي عندما تسببت كمية الكالسيت العالية المحيطة بالخث بعرقلةِ عملية تحوّله إلى فحم؛ فتسبب ذلك بتحوله إلى حجر بدلاً من ذلك. على هذا النحو، ورغم أنها غير مصنوعة من الفحم، فإن كرة الفحم تدين بهذا الاسم لأصولها المشابهة وشكلها المماثل للفحم الحجري.
تحافظ كرات الفحم غالبًا على سجل رائع لهيكل الأنسجة المجهرية للمستنقعات الكربونية ونباتات مستنقعات الخث (المير)، والتي كان من الممكن أن تتدمر بالكامل إن لم يكن بفضل كرات الفحم. إن حفظها الفريد للنباتات الكربونية يجعلها ذات قيمة عالية للعلماء، حيث يقوم العلماء بتقطيع كرات الفحم وتقشيرها للبحث في الماضي الجيولوجي.
في عام 1855، قدم عالمان إنجليزيان، جوزيف دالتون هوكر، وإدوارد ويليام بيني، أول وصف علمي لكرات الفحم في إنجلترا، وأجري البحث الأولي حول كرات الفحم في أوروبا حينها. بينما اكتُشفت كرات الفحم في أمريكا الشمالية في عام 1922. كما عثر على كرات الفحم في بلدان أخرى، مما أدى إلى اكتشاف مئات الأنواع والأجناس. ويمكن العثور على كرات الفحم في طبقات الفحم في جميع أنحاء أمريكا الشمالية وأوراسيا، إلا أن كرات الفحم الموجودة في أمريكا الشمالية تعتبر أكثر انتشارًا طبقيًا وجيولوجيًا، من تلك الموجودة في أوروبا. وأقدم كرات الفحم المعروفة تعود إلى المرحلة النامورية من الكربونية حيث عُثر عليها في ألمانيا وعلى أراضي تشيكوسلوفاكيا السابقة.

## الاكتشاف والأبحاث العلمية عن نظريات التشكل

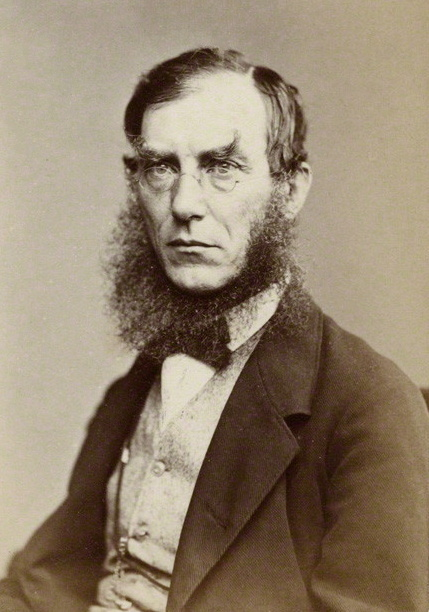
السير جوزيف دالتون هوكر، الذي كان مع إدوارد ويليام بيني أول من أبلغ عن كرات الفحم

قدم كل من السير جوزيف دالتون هوكر وإدوارد ويليام بيني أول وصف علمي لكرات الفحم في عام 1855، وتحدثا عن أمثلة في طبقات الفحم في يوركشاير ولانكشاير، إنجلترا. حيث أجرى العلماء الأوروبيون الكثير من الأبحاث المبكرة.
عثر على كرات الفحم في أمريكا الشمالية لأول مرة في طبقات الفحم في ولاية أيوا في عام 1894، لم يتم الربط بينها وبين كرات الفحم الأوروبية حتى عام 1922 وذلك بفضل أدولف كارل نوي الذي استوحى الرابطة في دراستهِ لكرة الفحم التي عثر عليها جيلبرت كادي. جدد عمل نوي الاهتمام بكرات الفحم، وبحلول عقد الثلاثينيات من القرن الماضي، استقطب علماء الأحياء من أوروبا إلى حوض إلينوي بحثًا عنهم.
تحاول نظريتان - وهما نظرية الأصل (في الموقع) ونظرية الأرض من مكان آخر (الإنجراف) - تفسير تكوين كريات الفحم، على الرغم من أن كل هذهِ النظريات هي مجرد تكهنات.
يعتقد أنصار نظرية (في الموقع) أن كرات الفحم تشكلت عن طريق تراكم المادة العضوية بالقرب من مستنقعات الخث القريبة نسبياً من موقع كرات الفحم الحالي، ومن ثم خضعت هذه المادة لعملية تمعدن بعد فترة قصيرة من دفنها، فتسربت المعادن في المادة العضوية وشكلت التوزيع الداخلي. ودفن الماء ذي المحتوى المعدني العالي الذائب مع المادة النباتية في مستنقع الخث عندما تبلورت الأيونات الذائبة، فترسخت المادة المعدنية. وقد أدى ذلك إلى تكوين وحفظ التحجير المحتوي على مواد نباتية في شكل كتل حجرية مستديرة. وبالتالي توقف التفحُّم بالحفاظ على الخث (الجفت) وأصبح في نهاية المطاف كرة من الفحم. عثر على معظم كرات الفحم في رواسب الفحم القيري، الفحم الأنتراسيت، في المواقع التي لم يتم فيها ضغط الخث بشكل كاف لتحويل المادة إلى فحم.
حلل كل من ماري ستوبس وديفيد واتسون عينات من كرات الفحم وقرروا تشكيل كرات الفحم في الموقع. وشددوا على أهمية التفاعل مع مياه البحر، معتقدين أن ذلك ضروري لتشكيل كرات الفحم. يعتقد بعض مؤيدي النظرية في الموقع أن اكتشاف ستوبس وواتسون لساق نباتي يمتد عبر كرات فحم متعددة يدل على أن كرات الفحم تشكلت في الموقع، مشيرة إلى أن نظرية الانجراف تفشل في تفسير ملاحظة ستوبس وواتسون. كما يشيرون إلى ظهور قطع هشة من المواد العضوية خارج بعض كرات الفحم، بدعوى أنه إذا كانت نظرية الانجراف صحيحة، كانت النتوءات قد دمرت،  وبعض كرات الفحم الكبيرة ضخمة بما فيه الكفاية بحيث لا يمكن نقلها أبدا.
تقول نظرية الانجراف أن المادة العضوية لم تتشكل في موقعها الحالي أو بالقرب منه. بدلاً من ذلك، تؤكد أن المادة التي ستصبح كرة فحم نقلت من موقع آخر عن طريق فيضان أو عاصفة. ويعتقد بعض مؤيدي النظرية، مثل سيرجيوس ماماي وإيليس يوشيلسون، أن وجود حيوانات بحرية في كرات الفحم قد أثبت أن المواد نقلت من بيئة بحرية إلى بيئة غير بحرية. ويعتقد إدوارد سي. جيفري، أن النظرية في الموقع «ليس لديها دليل جيد»، ويعتقد أن تكوين كرات الفحم من المواد المنقولة كان مرجحًا لأن كرات الفحم غالبًا ما شملت المواد التي شكلها النقل والترسبات في المياه المفتوحة.

## المحتويات

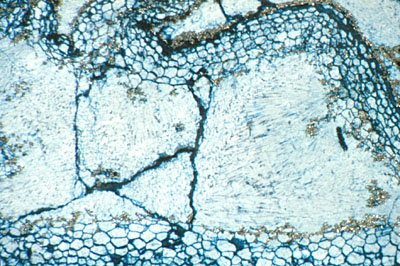
الكالسيت (الأوسط) والدولوميت (أعلى وأسفل) من المواد الشائعة الموجودة في كرات الفحم.

إن كرات الفحم ليست مصنوعة من مادة الفحم. فهي غير قابلة للاشتعال وغير مجدية للاستفادة منها كوقود. فكرات الفحم عبارة عن أشكال حياة معدنية غنية بالكالسيوم، تحتوي في الغالب على كربونات الكالسيوم كربونات المغنسيوم وكربونات المغنيسيوم والبيريت والكوارتز. كما أن المعادن الأخرى، بما في ذلك الجبس، والألمايت، والكاولينيت، و الليبيدوسروكيت تظهر أيضًا في كرات الفحم، وإن كانت بكميات أقل. بالرغم من أن كرات الفحم عادة ما تكون بحجم قبضة الرَّجُل،  فإن أحجامها تختلف اختلافًا كبيرًا، وتتراوح من حجم حبة الجوز إلى 3 قدم (1 م) في القطر. وقد عثر على كرات الفحم التي كانت أصغر من الكشتبان.
تحتوي كرات الفحم عادةً على الدولوميت والأراغونيت وكتل المواد العضوية في مراحل مختلفة من التحلل. حلل هوكر وبني كرة فحم فوجدوا «نقصًا في خشب المخروطيات  ... وسعف السرخس» ولاحظوا أن المادة النباتية المكتشفة «يبدو كما لو أنها سقطت من النباتات التي أنتجتها» أو بعبارة أخرى «يبدو أنه قد تم ترتيبها تمامًا كما سقطت من النباتات التي أنتجتها». فعادةً لا تحتفظ كرات الفحم بأوراق النباتات.
في عام 1962، اكتشف سيرجوس ماما وإيليس يوتشيلسون علامات لكائنات بحرية في كرات الفحم من أمريكا الشمالية. مما أدّى ذلك إلى تصنيف كرات الفحم إلى ثلاثة أنواع:
- عادية (يعرف أحيانًا باسم نباتية)، تحتوي على مادة نباتية فقط.
- حيوانية، تحتوي على مستحاثات حيوانية فقط.
- مختلطة، التي تحتوي على كل من المواد النباتية والحيوانية.[29]

تقسم كرات الفحم المختلطة إلى نوعين: غير متجانسة، حيث فصلت المواد النباتية والحيوانية بشكل واضح؛ وإلى كرات متجانسة والتي تفتقر إلى هذا الانفصال.

## الحفظ
تختلف جودة الحفظ في كرات الفحم من عدم الحفظ إلى درجة القدرة على تحليل هيكل الخلايا. تحتوي بعض كرات الفحم على شعر جذر محفوظ،  حبوب اللقاح، وأبواغ، وتوصف بأنها "تقريبًا محفوظة بشكل مثالي"، وتحتوي على ما ليس هو بالمَأْلُوفٌ ان يكون عليه النبات"، ولكن بالأحرى، "النبات نفسه في حالته الأصلية". تم العثور على كرات أخرى "لا قيمة لها من الناحية النباتية"، مع تدهور المادة العضوية قبل أن تصبح كرة فحم. كرات الفحم ذات المحتويات المحفوظة جيدًا مفيدة لعلماء الأحياء. وقد استخدموا لتحليل التوزيع الجغرافي للغطاء النباتي: على سبيل المثال، تقديم أدلة على أن النباتات الأوكرانية وأوكلاهمية كانت ذات يوم من الحزام الاستوائي. الأبحاث على كرات الفحم أيضًا أدت إلى اكتشاف أكثر من 130 جنسًا و 350 نوعًا.
تحدد ثلاثة عوامل رئيسية جودة المواد المحفوظة في كرة الفحم: المكونات المعدنية، وسرعة عملية الدفن، ودرجة الانضغاط قبل الخضوع لعملية التمعدن. بشكل عام، يتم الحفاظ على كرات الفحم الناتجة عن البقايا ذات الدفن السريع مع القليل من التحلل والضغط، على الرغم من أن بقايا النباتات في معظم كرات الفحم تظهر دائمًا علامات مختلفة على الانحلال والانهيار. لدى كرات الفحم التي تحتوي على كميات من كبريتيد الحديد نسبة حفظ أقل بكثير من كرات الفحم التي يتم تعدينها بواسطة المغنيسيوم أو كربونات الكالسيوم،   والتي اكتسبت كبريتيد الحديد عنوان «لعنة كبيرة لصياد كرات الفحم».

## التوزيع

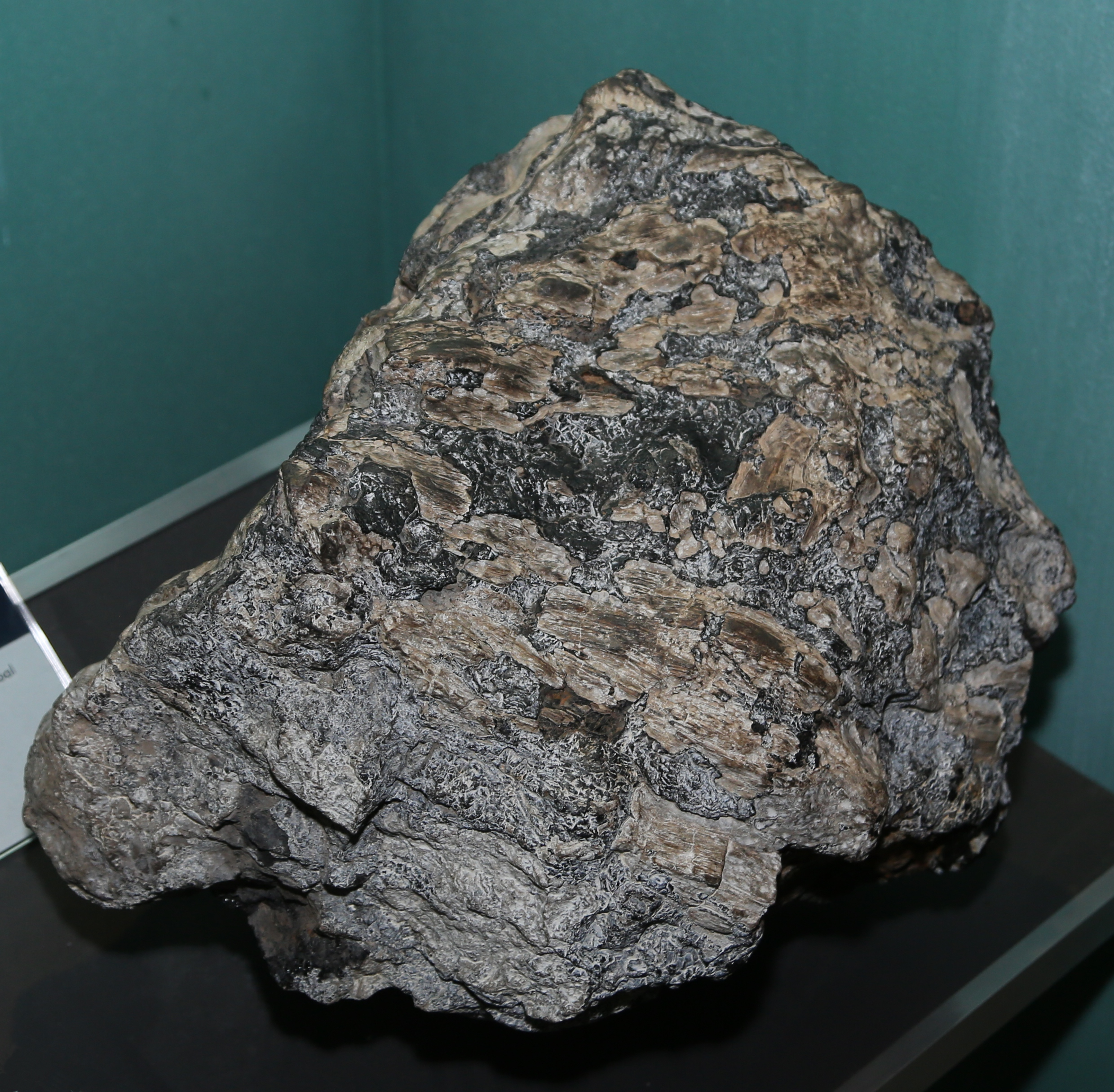
كرة فحم من جنوب إلينوي

عثر على كرات الفحم لأول مرة في إنجلترا، وفي وقت لاحق في أجزاء أخرى من العالم، بما في ذلك أستراليا،   بلجيكا وهولندا وتشيكوسلوفاكيا السابقة وألمانيا وأوكرانيا، الصين، واسبانيا كما وجدت في أمريكا الشمالية، حيث تنتشر جغرافياً مقارنة بأوروبا. وعثر في الولايات المتحدة على كرات الفحم في كانساس إلى حوض إلينوي إلى منطقة الآبالاش. 
إن أقدم كرة من كرات الفحم كانت من النهاية المبكرة للمرحلة النامورية (326 إلى 313 مليون سنة) واكتشفت في ألمانيا وتشيكوسلوفاكيا السابقة، ولكن أعمارهم تتراوح عمومًا من العصر البرمي (299 إلى 251 مليون سنة) إلى العصر البنسلفاني (حوالي 319 إلى 299 مليون سنة). بعض كرات الفحم من الولايات المتحدة تختلف في العمر من نهاية مرحلة واستفالين (حوالي 313 إلى 304 مليون سنة) إلى نهاية مرحلة ستيفانيان (حوالي 304 إلى 299 مليون سنة). في العموم تعود كرات الفحم الأوروبية إلى النهاية المبكرة من مرحلة ويستفاليان.
في طبقات الفحم، كرات الفحم مُحاطة تماماً بالفحم. غالبًا ما توجد بشكل عشوائي في جميع أنحاء التماس في مجموعات معزولة، عادةً في النصف العلوي من التماس. يمكن أن يكون تواجدها في طبقات الفحم إما متفرقًا للغاية أو منتظمًا؛ وعثر على العديد من طبقات الفحم لا تحتوي على كرات الفحم،  في حين يعثر على طبقات أخرى تحتوي على الكثير من كرات الفحم مما يجعل عمال المناجم يتجنبون المنطقة بالكامل.

## الطرق التحليلية

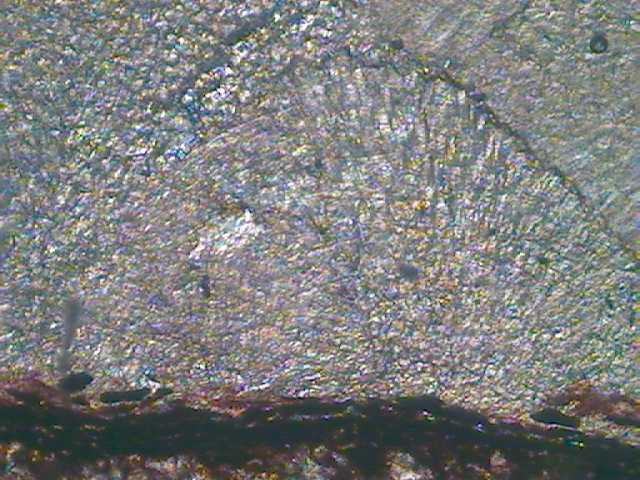
مقطع رفيع من ساق نباتي يصور بلورات الكالسيت.

كان التشريح الرقيق إجراءً مبكرًا يُستخدم لتحليل المواد المتحجرة الموجودة في كرات الفحم. تتطلب العملية قطع كرة فحم بمنشار ماسي، ثم تسطيح وتلميع الشريحة الرقيقة باستخدام مادة كاشطة. ثم تلصق على شريحة شفافة وتوضع تحت المجهر البتروجرافي للفحص. إن امكانية استخدام الآلات في هذه العملية، وكذلك المدة الزمنية الطويلة المطلوبة لها مع النوعية الرديئة من العينات الناتجة عنها تفسح المجال لاستعمال طريقة أكثر ملاءمة. 
استبدلت تقنية التشريح الرقيق بتقنية التقشير السائل الشائعة الآن في عام 1928.   في هذه التقنية، نحصل على القشور   عن طريق قطع سطح كرة الفحم بمنشار ألماسي، وجلخ السطح المقطوع على صفيحة زجاجية بكربيد السيليكون حتى يصبح أملساً، وحفر القَطع والسطح بحمض الهيدروكلوريك. حتى يُذوِّب الحمض المادة المعدنية من كرة الفحم، تاركًا ورائه طبقة من الخلايا النباتية. وبعد تطبيق الأسيتون، توضع قطعة من خلات السليلوز على كرة الفحم. وهذا ليُضمِّن الخلايا المحفوظة في كرة الفحم في خلات السليلوز. وبعد التجفيف، تُزال خلات السليلوز من كرة الفحم بشفرة الحلاقة ثم تُصبغ القشور المتحصل عليها بمُلوِّن منخفض الحموضة، وتُلاحظ تحت المجهر. بهذه الطريقة يمكن استخراج حتى 50 قشرة  من 2 مليمتر (0.079 بوصة) من كرة الفحم.
ومع ذلك، فإن القشور تتحلل بمرور الوقت إذا كانت تحتوي على أي كبريتيد الحديد (البايرايت أو الماركاسيت).عالج شيا شيتالي هذه المشكلة من خلال مراجعة تقنية للتقشير السائل لفصل المواد العضوية المحفوظة بواسطة كرة الفحم عن المعادن غير العضوية، بما في ذلك كبريتيد الحديد. هذا يسمح للقشور بالاحتفاظ بجودتها لفترة أطول. تبدأ مراجعات شيتالي بعد جلخ سطح كرة الفحم حتى النهاية الملساء. تستلزم عمليتها تسخينًا ومن ثم إجراء تطبيقات متعددة للبارافين المُنحل في زيت الخشب (الزيلين) على كرة الفحم. يحتوي كل تطبيق لاحق على تركيز أكبر من البارافين المُنحل في الزيلين للسماح للشمع بأن ينتشر بالكامل في كرة الفحم. يتم تطبيق حمض النيتريك، ثم الأسيتون، على كرة الفحم. بعد ذلك، تندمج العملية مرة أخرى في تقنية التقشير السائل.
كما يستعمل حيود الأشعة السينية لتحليل كرات الفحم. فترسل الأشعة السينية بطول موجي محدد مسبقًا من خلال عينة لفحص بنيتها. هذا يكشف عن معلومات حول التركيب البلوري والتركيب الكيميائي والخصائص الفيزيائية للمادة المدروسة. وتلاحظ وتحلل كثافة التبعثر لنمط الأشعة السينية، مع قياسات تتألف من زاوية متقطعة ومتناثرة، والاستقطاب، وطول الموجة أو الطاقة.

## هوامش
- ملاحظة 1 يقابلها باللغة الإنجليزية Coal ball

### فهرس المراجع
1. 1 2 3 4 5  Scott & Rex 1985، صفحة 124.
2. 1 2  Noé 1923a، صفحة 385.
3. 1 2  Darrah & Lyons 1995، صفحة 176.
4. ↑  Andrews 1946، صفحة 334.
5. ↑  Leighton & Peppers 2011.
6. ↑  Phillips, Pfefferkorn & Peppers 1973، صفحة 24.
7. 1 2  Phillips, Avcin & Berggren 1976، صفحة 17.
8. ↑  Hooker & Binney 1855، صفحة 149.
9. 1 2  Perkins 1976، صفحة 1.
10. 1 2 3 4 5 6  Phillips, Avcin & Berggren 1976، صفحة 6.
11. ↑  Cleveland Museum of Natural History.
12. ↑  Stopes & Watson 1909، صفحة 212.
13. ↑  Feliciano 1924، صفحة 233.
14. ↑  Andrews 1951، صفحة 434.
15. 1 2  Kindle 1934، صفحة 757.
16. ↑  Darrah & Lyons 1995، صفحة 317.
17. ↑  Jeffrey 1917، صفحة 211.
18. 1 2  Andrews 1951، صفحة 432.
19. 1 2  Andrews 1946، صفحة 327.
20. ↑  Scott & Rex 1985، صفحة 123.
21. ↑  Lomax 1903، صفحة 811.
22. ↑  Gabel & Dyche 1986، صفحة 99.
23. ↑  Demaris 2000، صفحة 224.
24. ↑  Evening Independent 1923، صفحة 13.
25. ↑  Feliciano 1924، صفحة 230.
26. ↑  Hooker & Binney 1855.
27. ↑  Evans & Amos 1961.
28. ↑  Scott & Rex 1985.
29. ↑  Lyons et al. 1984.
30. ↑  Mamay & Yochelson 1962.
31. 1 2  Andrews 1946.
32. 1 2 3  Phillips, Avcin & Berggren 1976.
33. ↑  Seward 1898.
34. ↑  Phillips.
35. ↑  Baxter 1951.
36. ↑  Andrews 1951.
37. 1 2  Nelson 1983.
38. ↑  Phillips & Peppers 1984.
39. ↑  Andrews 1946، صفحات 329–330.
40. ↑  Noé 1923b.
41. 1 2  Mamay & Yochelson 1962، صفحة 195.
42. ↑  Hooker & Binney 1855، صفحة 1.
43. ↑  Feliciano 1924.
44. ↑  Galtier 1997.
45. ↑  Scott & Rex 1985، صفحات 124–125.
46. ↑  Galtier 1997، صفحة 59.
47. 1 2  Andrews 1951، صفحة 433.
48. ↑  Jones & Rowe 1999.
49. ↑  Stopes & Watson 1909.
50. 1 2  Phillips, Pfefferkorn & Peppers 1973.
51. ↑  Darrah & Lyons 1995.
52. ↑  Baxter 1951، صفحة 531.
53. 1 2  Scott & Rex 1985، صفحة 125.
54. 1 2 3  Seward 2010.
55. ↑  Gabel & Dyche 1986، صفحات 99, 101.
56. ↑  Andrews 1946، صفحات 327–328.
57. ↑  Smithsonian Institution 2007.
58. ↑  Jones & Rowe 1999، صفحة 89–90.
59. ↑  Chitaley 1985.
60. ↑  Demaris 2000.
61. ↑  University of Santa Barbara, California 2011.